# Euschistospiza dybowskii
La estrilda de Dybowski (Euschistospiza dybowskii) es una especie de ave paseriforme de la familia Estrildidae propia de África. Su nombre hace referencia al botánico francés Jean Dybowski.

## Distribución y hábitat
Se le encuentra en una zona que abarca unos 450.000 km², y que comprende Camerún, República Centroafricana, Chad, República Democrática del Congo, Costa de Marfil, Guinea, Liberia, Nigeria, Senegal, Sierra Leona, Sudán del Sur y Uganda.